# Ежовица (Нигритско)
 Тази статия е за реката в Егейска Македония, Гърция.  За реката в България вижте Ежовица.  
Ежовица (на гръцки: Εζιόβης, Εζωβίτης, Δάφνης или Τραγιλιώτης, Езьовис, Езовитис, Дафнис, Трагильотис) е река в Нигритско, Егейска Македония, Гърция.

## Път
Реката извира от Орсовата планина (Кердилия) в местността Агиос Костадинос и първоначално тече на североизток. Горното ѝ течение заедно с това на течащата на югозапад Манас оформя границата между Орсовата планина на югоизток и същинската Богданска планина на северозапад. Приема източна посока и носи името Транос Лакос (Τρανός Λάκκος). В местността Кракопетра приема отново североизточна посока, излиза в полето, където носи името Ежовица, и минава северно от Кизили (Ореския) и Ежово (Дафни), като между тях приема десния си приток Кьоролук. Минава през село Мунух (Мавроталаса) и се влива в Струма като десен приток в местността Карагач Орман (Фтелиес).
В 1968 година името на реката е сменено на Дафнис Рема (Δάφνης Ρέμα), тоест реката на Дафни – името на Ежово от 1928 година.

## Водосборен басейн
→ ляв приток, ← десен приток
- ← Схизменис Петрас (Дзамурдзис)

- → Ватилакос

- ← Кьоролук

- → Каравидолакос